# Babýnino (Kaluga)
Babýnino (ruso: Бабы́нино) es un asentamiento rural y posiólok de Rusia, capital del raión homónimo en la óblast de Kaluga.
En 2021, el territorio del asentamiento tenía una población de 3885 habitantes, de los cuales 3823 vivían en el propio posiólok y el resto en su única pedanía, la aldea (derevnia) de Slobodá.
Se ubica unos 30 km al suroeste de la capital regional Kaluga, junto a la carretera E101 que lleva a Briansk.

## Historia
Fue fundado en 1897 como poblado ferroviario de la línea de ferrocarril de Moscú a Briansk. Adoptó su topónimo del vecino pueblo homónimo, ubicado a kilómetro y medio. En 1920 era un pequeño caserío de 12 casas y 35 habitantes, pero se desarrolló notablemente a partir de 1929, cuando la Unión Soviética le dio el estatus de capital distrital. En 1967 se abrió aquí una planta química de aceite secante y óleo para pinturas y en 1975 una fábrica de aparatos de radiocomunicación.